# لئون فوکو
ژان برنار لئون فوکو (به فرانسوی: Jean Bernard Léon Foucault) (زاده ۱۸ سپتامبر ۱۸۱۹ در پاریس - درگذشته ۱۱ فوریه ۱۸۶۸) فیزیک‌دان اهل فرانسه است.
وی در آغاز نزد معلم خصوصی تحصیل کرد و سپس برای تحصیل پزشکی، وارد دانشکده طب پاریس شد. اما به دلیل ترسیدن از خون و علاقه فراوان به رشته‌های علمی، به فیزیک گرایش پیدا کرد. فوکو میان هم‌عصرانش یگانه بود، چراکه تنها با مطالعات و تلاش خستگی‌ناپذیر، مدارج ترقی علمی را پیمود و بی‌بهره از استاد، خود به استادی رسید. وی به زودی دریافت که در فیزیک تجربه کافی ندارد با این حال به مطالعه ریاضیات پرداخت و دامنه دانش و اطلاعات علمی‌اش را توسعه داد.

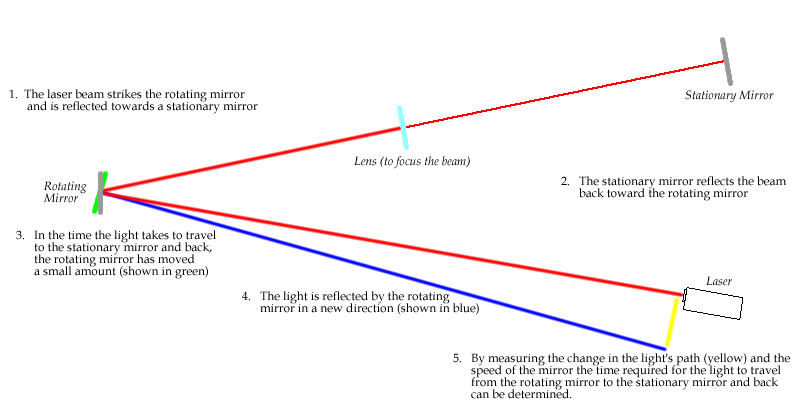
^{نمودار سرعت سنج فوکو در آزمایش نور، که در آن یک لیزر، منع نور است.}

فوکو، شیوه‌های جالبی برای اندازه‌گیری سرعت نور به کار گرفت. اما در اثر دقت کافی نداشتن آزمایش‌هایش و نقص دستگاه‌های اندازه‌گیری، به نتیجه درستی نرسید. فوکو اصل مهمی را در فیزیک بنیاد نهاد و ثابت کرد که سرعت نور در آب، کمتر از سرعتش در هواست. با این نظریه به دانشمندان فهماند که نور برخلاف آنچه تصور می‌شد، ذره‌ نیست و از امواج نورانیِ انرژی‌دار تشکیل شده‌است. فوکو دربارهٔ رابطه انرژی مکانیکی گرما و انرژی مکانیکی و مغناطیس، مطالعات ارزنده‌ای کرد. او با کشف جریان گردابی، معروف به جریان فوکو، که در اثر حرکت یک رسانا (مانند مس) در میدان مغناطیسی پدید می‌آید، یکی از مسائل فیزیک جدید را پیش نهاد.
فوکو هم‌چنین ثابت کرد که زمین به دور محورش می‌چرخد. برای این کار که در سال ۱۸۵۱ انجام شد، او یک آونگ آهنی ۳۰ کیلوگرمی با نامِ آونگِ فوکو را از گنبد پانتئون آویزان کرد. فوکو به گوی، یک سوزن گرامافون وصل کرده بود و روی زمین (زیرِگوی) حلقه‌ای از شن‌های مرطوب قرار داد، در برابر حیرت دیگران نشان داد، بااین‌که حرکت پاندول به جلو و عقب هدایت شده‌بود، پاندول حرکتی دوار می‌کرد. در واقع کفِ پانتئون در حال گردش بود یا به عبارت بهتر زمین در حال چرخیدن حول محورش بود. وی در ادامه، قطب‌نما را تکمیل کرد و با این ابتکار، جهت‌یابی قطب‌نما با تغییر جهت کشتی در دریا تغییر نمی‌کند و از میدان‌های مغناطیسی اثر نمی‌پذیرد. فوکو در ۴۸ سالگی در اثر اِم‌اِس درگذشت.